# Колесо чудес
«Колесо чудес» (англ. Wonder Wheel) — американський драматичний фільм 2017 року від режисера та сценариста Вуді Аллена.

## Сюжет
Кароліна знаходить свого батька Гампті, який перестав з нею спілкуватися після її одруження з гангстером Френком та кинула своє навчання. Батько надає доньці прихисток, а також кошти на її навчання. Дружина Гампті Джинні влаштовує дівчину офіціанткою в заклад, де сама працює.
Гампті з дружиною разом виховують хлопчика Рітчі — сина Джинні від першого шлюбу, який весь час щось підпалює та створює цим їм купу проблем. Перший шлюб жінки був щасливий, але тоді молода акторка Джинні все зруйнувала сама: чоловік пішов через зраду. З Гампті вона нещасна, тому легко приймає розраду в обіймах молодого Мікі Рубіна. Він працює рятувальником з прагненням стати драматургом як Юджин О'Нілл. Мікі знайомиться з Кароліною, а потім зустрічає її знов і запрошує на побачення. Дівчина весь час радиться з Джинні, що розлючує та викликає ревнощі у зрадниці. Жінка вирішує подарувати дорогий годинник коханцю. Для купівлі героїня краде гроші в Гампті. Мікі не приймає таку коштовність.
Джинні стала свідком, як двоє гангстерів розпитували про Кароліну. Вона зробила спробу зателефонувати в кафе, де дівчина була на побаченні з Мікі, але кинула слухавку. Донька Гампті не повернулася додому. Це викликає суперечку між чоловіком і Джинні, яка почала пити. Поліція не знаходить жодних слідів. Щоб відволіктися Гампті запрошує дружину на риболовлю з друзями, але вона відмовляється.

## У ролях
| Актор              | Роль          |
| ------------------ | ------------- |
| Кейт Вінслет       | Джинні        |
| Джастін Тімберлейк | Мікі Рубін    |
| Джуно Темпл        | Кароліна      |
| Джеймс Белуші      | Гампті Раннел |
| Тоні Сіріко        | Анжело        |
| Стів Ширріпа       | Нік           |
| Макс Каселла       | Раян          |

## Створення фільму

### Виробництво
Зйомки фільму проходили в Нью-Йорку.

### Знімальна група
- Кінорежисер — Вуді Аллен
- Сценарист — Вуді Аллен
- Кінопродюсери — Еріка Аронсон, Летті Аронсон, Едвард Волсон
- Кінооператор — Вітторіо Стораро
- Кіномонтаж — Аліса Лепселтер
- Художник-постановник — Санто Локвасто
- Артдиректор — Мігель Лопес-Кастілло
- Художник з костюмів — Сьюзі Бензінгер
- Підбір акторів — Патрісія Ді Черто[2].

## Сприйняття

### Критика
Фільм отримав змішані відгуки. На сайті Rotten Tomatoes оцінка стрічки становить 31 % на основі 177 відгуків від критиків (середня оцінка 5,0/10) і 42 % від глядачів із середньою оцінкою 3,1/5 (1 439 голосів). Фільму зарахований «гнилий помідор» від кінокритиків та «розсипаний попкорн» від глядачів, Internet Movie Database — 6,2/10 (10 996 голосів), Metacritic — 45/100 (39 відгуків критиків) і 6,0/10 від глядачів (34 голоси).

### Номінації та нагороди
| Нагороди та номінації фільму «Колесо Чудес» | Нагороди та номінації фільму «Колесо Чудес» | Нагороди та номінації фільму «Колесо Чудес» | Нагороди та номінації фільму «Колесо Чудес» | Нагороди та номінації фільму «Колесо Чудес» | Нагороди та номінації фільму «Колесо Чудес» |
| Рік                                         | Кінофестиваль/кінопремія                    | Категорія/нагорода                          | Номінант                                    | Результат                                   |                                             |
| ------------------------------------------- | ------------------------------------------- | ------------------------------------------- | ------------------------------------------- | ------------------------------------------- | ------------------------------------------- |
| 2017                                        | «Camerimage»                                | Головний конкурс                            | Вітторіо Стораро                            | Номінація                                   |                                             |
| 2017                                        | «Кінопремія Голлівуду»                      | Акторка року                                | Кейт Вінслет                                | Перемога                                    |                                             |
| 2017                                        | Коло кінокритиків Сан-Франциско             | Найкраща робота оператора                   | Вітторіо Стораро                            | Номінація                                   |                                             |
| 2018                                        | Спілка кінокритиків Г'юстона                | Головний конкурс                            | Вітторіо Стораро                            | Перемога                                    |                                             |
| 2018                                        | «Премія Сан Жорді для кінематографа»        | Найкраща акторка в іноземному фільмі        | Кейт Вінслет                                | Перемога                                    |                                             |